# 3006 Livadia

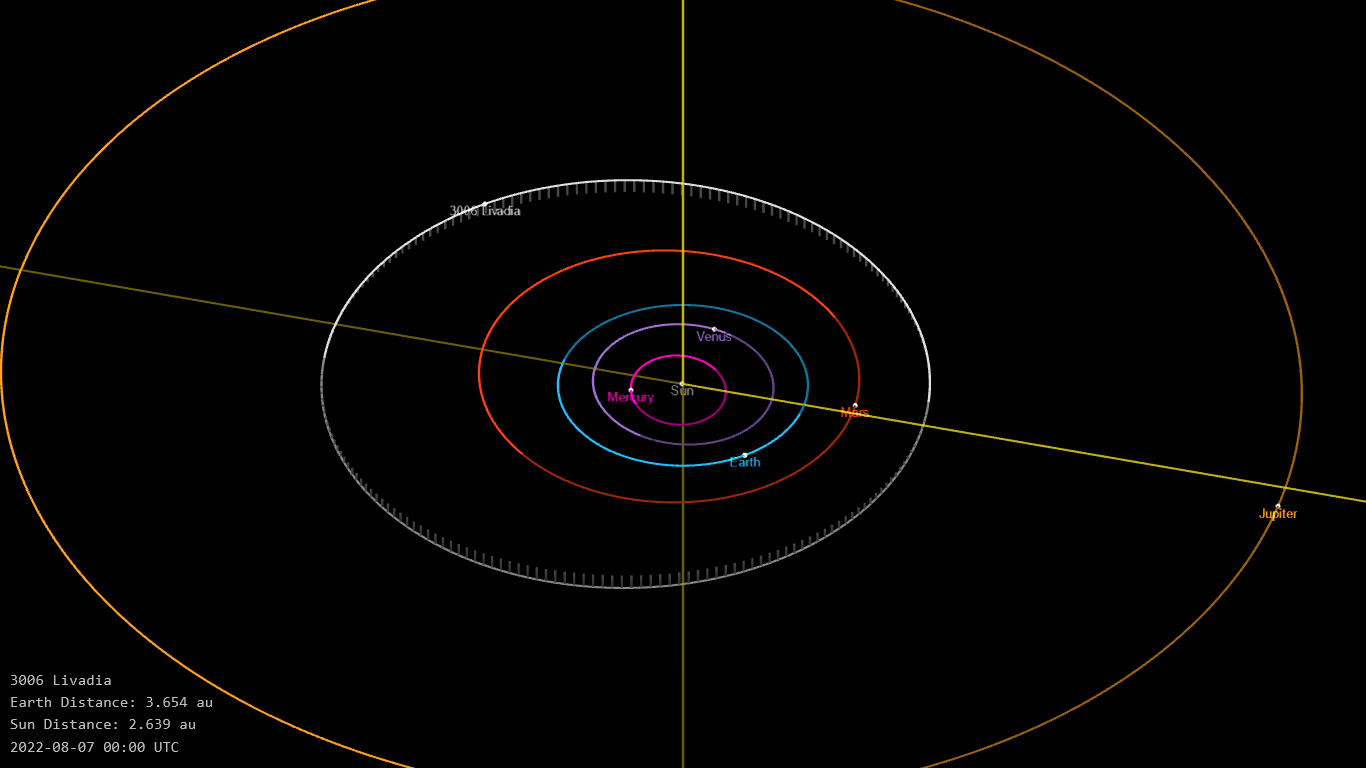
3006 Livadia

3006 Livadia è un asteroide della fascia principale del diametro medio di circa 9,4 km. Scoperto nel 1979, presenta un'orbita caratterizzata da un semiasse maggiore pari a 2,4326712 UA e da un'eccentricità di 0,1884835, inclinata di 3,04580° rispetto all'eclittica.
L'asteroide è dedicato alla località della Crimea Livadija.